# Campeonato Mundial de Lucha de 2000
El LII Campeonato Mundial de Lucha se realizó en Sofía (Bulgaria) entre el 1 y el 2 de septiembre de 2000 bajo la organización de la Federación Internacional de Luchas Asociadas (FILA) y la Federación Búlgara de Lucha. Solamente se compitió en las categorías del estilo libre femenino.

## Resultados

### Lucha libre femenina
| Evento | Oro                              | Plata                           | Bronce                    |
| ------ | -------------------------------- | ------------------------------- | ------------------------- |
| 46 kg  | Iryna Melnyk · Ucrania           | Inga Karamchakova · Rusia       | Carol Huynh · Canadá      |
| 51 kg  | Hitomi Sakamoto Japón            | Patricia Miranda Estados Unidos | Ida Hellström · Suecia    |
| 56 kg  | Seiko Yamamoto Japón             | Tetiana Lazareva · Ucrania      | Jennifer Ryz · Canadá     |
| 62 kg  | Nikola Hartmann-Dünser · Austria | Rena Iwama Japón                | Stéphanie Groß · Alemania |
| 68 kg  | Kristie Marano Estados Unidos    | Anna Shamova · Rusia            | Tomoe Miyamoto Japón      |
| 75 kg  | Christine Nordhagen · Canadá     | Edyta Witkowska · Polonia       | Kyoko Hamaguchi Japón     |

## Medallero
| Núm. | País           | Oro | Plata | Bronce | Total |
| ---- | -------------- | --- | ----- | ------ | ----- |
| 1    | Japón          | 2   | 1     | 2      | 5     |
| 2    | Estados Unidos | 1   | 1     | 0      | 2     |
| 2    | Ucrania        | 1   | 1     | 0      | 2     |
| 4    | Canadá         | 1   | 0     | 2      | 3     |
| 5    | Austria        | 1   | 0     | 0      | 1     |
| 6    | Rusia          | 0   | 2     | 0      | 2     |
| 7    | Polonia        | 0   | 1     | 0      | 1     |
| 8    | Alemania       | 0   | 0     | 1      | 1     |
| 8    | Suecia         | 0   | 0     | 1      | 1     |
|      | TOTAL          | 6   | 6     | 6      | 18    |